# Carbonara di Po
Carbonara di Po – miejscowość i gmina we Włoszech, w regionie Lombardia, w prowincji Mantua.
Według danych na rok 2004 gminę zamieszkiwały 1332 osoby, 88,8 os./km².